# Chardonnay (Saône-et-Loire)
Chardonnay ist eine französische Gemeinde in der Region Bourgogne-Franche-Comté im Département Saône-et-Loire. Sie gehört zum Kanton Tournus im Arrondissement Mâcon.

## Geografie

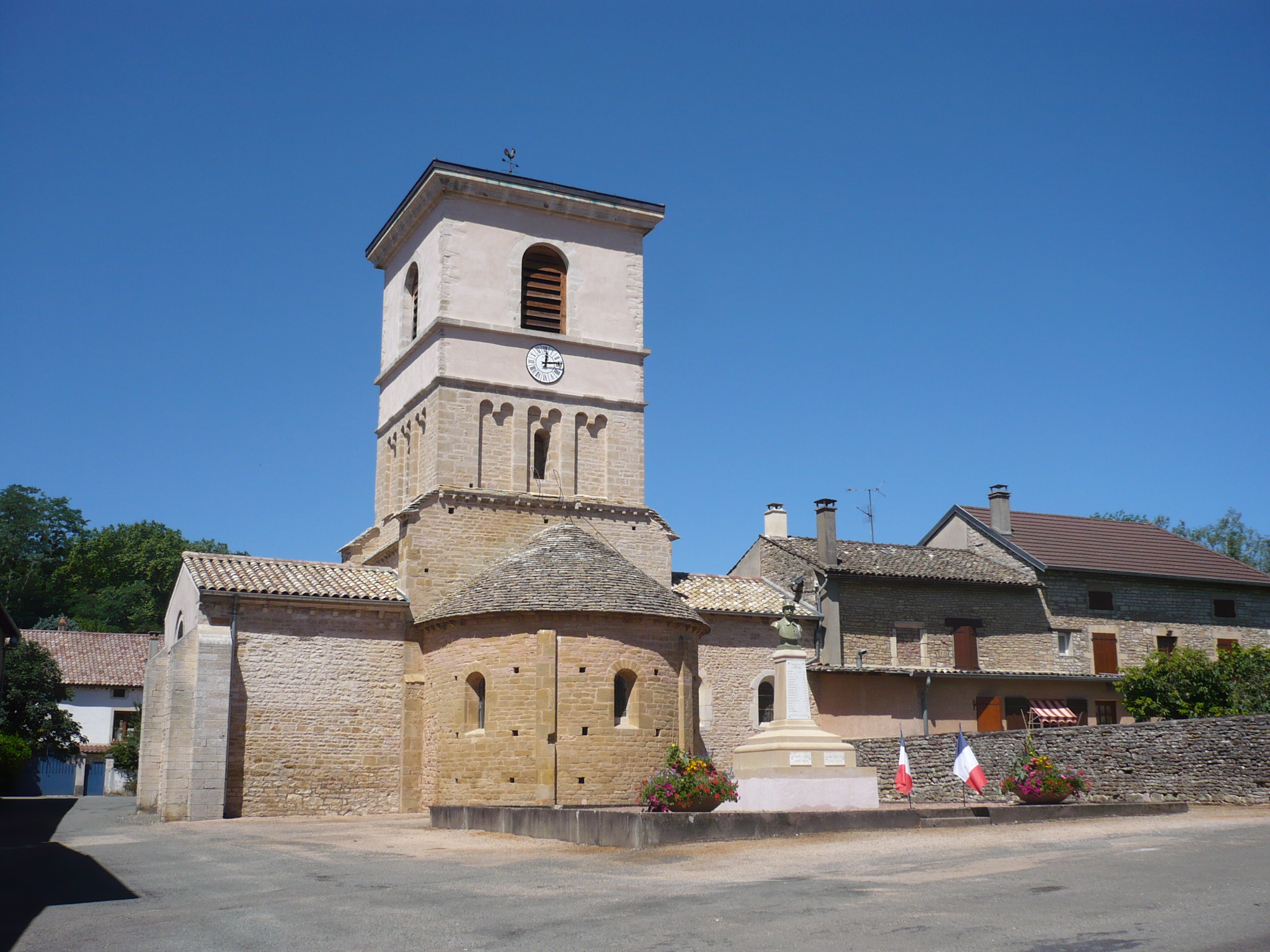
Kirche von Chardonnay

Die kleine Gemeinde mit 206 Einwohnern (Stand 1. Januar 2022) liegt im Haut-Mâconnais an der Route départementale D 58 zwischen Lugny und Tournus. Zum Gemeindegebiet zählt auch der westlich gelegene Weiler Champvent.

## Geschichte

### Toponymie
Der Ortsname leitet sich vermutlich vom lateinischen Wort Cardonnacum ab: ein ‚Ort mit vielen Disteln‘. Chardon ist das französische Wort für ‚Disteln‘.

### Bevölkerungsentwicklung
| Jahr      | 1962 | 1968 | 1975 | 1982 | 1990 | 1999 | 2008 |
| --------- | ---- | ---- | ---- | ---- | ---- | ---- | ---- |
| Einwohner | 174  | 183  | 150  | 163  | 169  | 162  | 175  |

## Weinbau
Chardonnay ist wahrscheinlich der Namensgeber für die Rebsorte Chardonnay, die heute die Weinberge des Mâconnais dominiert und auch weltweit sehr verbreitet ist. Die im Dorf produzierten Weine dürfen unter der Herkunftsbezeichnung (Appellation d’Origine Contrôlée) Mâcon AOC oder Mâcon-Chardonnay AOC vermarktet werden. Die Winzergenossenschaft Cave coopérative vinicole de Chardonnay fusionierte 1994 mit jener der Nachbargemeinde Lugny.

## Sehenswürdigkeiten
- Kirche aus der ersten Hälfte des 12. Jahrhunderts
- Ein Lavoir das auf das 17. Jahrhundert zurückgeht
- Der Manoir de Champvent (Herrenhaus im Weiler Champvent) aus dem 17. Jahrhundert